# Leo Van der Elst
Leo Van Der Elst (Opwijk, 7 gennaio 1962) è un allenatore di calcio ed ex calciatore belga.

## Palmarès

### Club
- Coppa del Belgio: 1

Club Bruges: 1985-1986
- Supercoppa del Belgio: 1

Club Bruges: 1986
- Campionato belga: 1

Club Bruges: 1987-1988